# 博科韋 (多林斯卡區)
48°12′17″N 33°3′58″E / 48.20472°N 33.06611°E

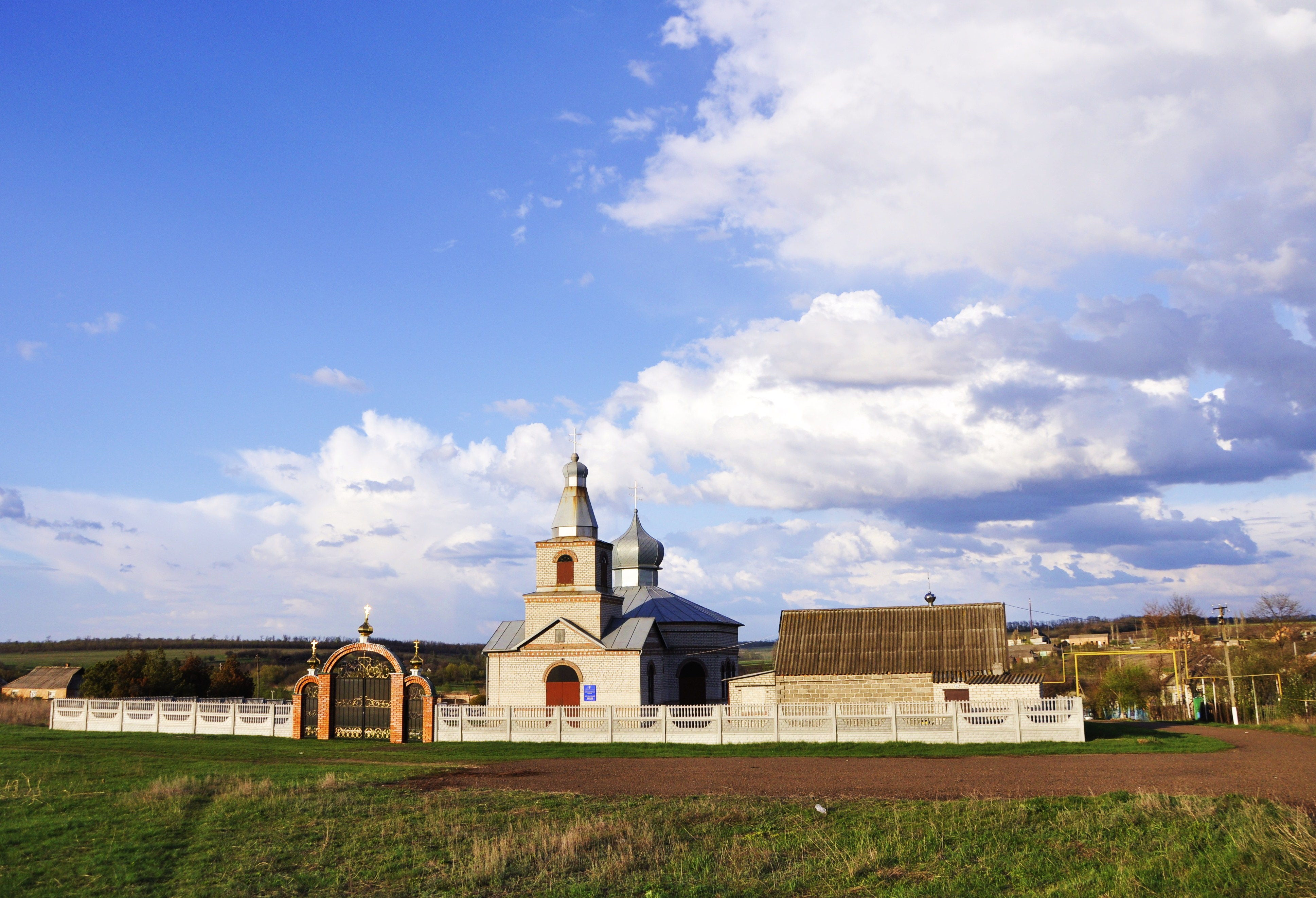

博科韋（烏克蘭語：Бокове），是烏克蘭中部的村莊，隸屬基洛夫格勒州的克羅皮夫尼茨基區。該村始建於1780年，面積8.06平方公里，海拔高度92米，2024年人口1,460，人口密度每平方公里218.8人。